# 日本奥地紀行
『日本奥地紀行』（にほんおくちきこう、英語：Unbeaten Tracks in Japan）は、イザベラ・バードによる明治維新期の日本旅行記である。通訳は伊藤鶴吉が務めた。
1878年（明治11年）6月から9月にかけて東京から北海道（蝦夷地）までの旅行の記録で、明治維新当時の日本の地方の住居、服装、風俗、自然を細かく書き留めてあり、近代以前の日本の情勢を知ることのできる資料である。またアイヌに関する記述も豊富にある。
初刊版は1880年に2巻本で出版、その後版を重ね、1885年に関西旅行の記述その他を省略した1巻本が出版された。

## 日本語訳書
- 『日本奥地紀行』高梨健吉訳、平凡社〈東洋文庫 240〉、1973年1月。ISBN 4-582-80240-0。ワイド版2006年11月 - 1885年版の翻訳。
  - 『日本奥地紀行』高梨健吉訳、平凡社ライブラリー、2000年2月。ISBN 4-582-76329-4。 - 改装版。
- 『バード日本紀行』楠家重敏・橋本かほる・宮崎路子訳、雄松堂出版〈新異国叢書 第3輯 3〉、2002年8月。ISBN 4-8419-0295-3。 - 1885年版で削除された主要部分の翻訳。
- 『イザベラ・バード「日本の未踏路」完全補遺』高畑美代子訳注、中央公論事業出版、2008年1月。ISBN 978-4-89514-296-0。 - 1885年版で削除された主要部分の翻訳。
- 『イザベラ・バードの日本紀行 上』時岡敬子訳、講談社〈講談社学術文庫〉、2008年4月。ISBN 978-4-06-159871-3。 - 1880年版からの全訳。
- 『イザベラ・バードの日本紀行 下』時岡敬子訳、講談社〈講談社学術文庫〉、2008年6月。ISBN 978-4-06-159872-0。
- 『完訳 日本奥地紀行 1　横浜―日光―会津―越後』金坂清則訳注、平凡社〈東洋文庫 819〉、2012年3月。ISBN 978-4-582-80819-3。 - 全4巻、1880年版完訳、綿密な注を施した版。
- 『完訳 日本奥地紀行 2　新潟―山形―秋田―青森』金坂清則訳注、平凡社〈東洋文庫 823〉、2012年7月。
- 『完訳 日本奥地紀行 3　北海道・アイヌの世界』金坂清則訳注、平凡社〈東洋文庫 828〉、2012年11月。
- 『完訳 日本奥地紀行 4　東京―関西―伊勢　日本の国政』 金坂清則訳注、平凡社〈東洋文庫 833〉、2013年3月。
- 『新訳 日本奥地紀行』金坂清則訳注、平凡社〈東洋文庫 840〉、2013年10月。- 1885年版の新訳。
- 『日本奥地紀行　縮約版　対訳ニッポン双書』 英文リライト・ニーナ・ウェグナー／牛原眞弓訳、IBCパブリッシング、2017年4月

### 派生作品
- 佐々大河『ふしぎの国のバード』（KADOKAWA）- 漫画作品

2013年より『ハルタ』に連載。単行判は2024年現在12巻目まで刊行。
- 中島 京子『イトウの恋』講談社、2005年／講談社文庫、2008年 - 通訳・伊藤鶴吉をモデルにした小説
- 植松三十里『イザベラ・バードと侍ボーイ』集英社文庫、2024年

『日本奥地紀行』を題材とした小説。

## 原著(新版)
- Isabella Lucy Bird (April 30, 2006). Unbeaten Tracks in Japan: The Firsthand Experiences of a British Woman in Outback Japan in 1878 (1885年版 ed.). Japan & Stuff Press. ISBN 4-9902848-0-1
- Isabella Lucy Bird (September 27, 2005). Unbeaten Tracks in Japan: An Account of Travels in the Interior Including Visits to the Aborigines of Yezo and the Shrines of Nikko (ハードカバー ed.). Kegan Paul. ISBN 0-7103-0884-1
- Isabella Lucy Bird (May 31, 2007). Unbeaten Tracks in Japan: An Account of Travels in the Interior Including Visits to the Aborigines of Yezo and the Shrines of Nikko (ペーパーバック ed.). Stone Bridge Press. ISBN 978-1933330198
- Isabella Bird (October 1, 2006). Unbeaten Tracks in Japan (ペーパーバック(拡大版) ed.). ReadHowYouWant.com. ISBN 1-425033-87-3